# Eosentomon kamenickiense
Eosentomon kamenickiense är en urinsektsart som beskrevs av Josef Rusek 1974. Eosentomon kamenickiense ingår i släktet Eosentomon och familjen trakétrevfotingar. Inga underarter finns listade i Catalogue of Life.